# بولي غليسيرول بولي ريسينوليات
بولي غليسيرول بولي ريسينوليات (يرمز له اختصاراً PGPR من Polyglycerol polyricinoleate) هو مستحلب ومضاف غذائي له رقم إي E 476. تصنف المادة كيميائياً على أنها إستر كربوكسيلي من بوليمر قليل الوحدات من الغليسرول ومن بوليمر حمض الريسينولييك (حمض زيت الخروع).

## التحضير
يحضّر بولي غليسيرول بولي ريسينوليات بعملية من ثلاث خطوات. في الخطوة الأولى يفاعل الغليسيرول مع الغليسيدول (إيبوكسي 1-بروبانول) بوجود حفاز في وسط قاعدي عند درجات حرارة تتجاوز 200 °س:
وبشكل موازٍ تحدث عملية أسترة لحمض الريسينولييك مع رفع تدريجي لدرجة الحرارة بحيث نحصل على بولي حمض الريسينولييك:
بعد ذلك تجري عملية أسترة مشتركة للمادتين (عملية تشبيك) بحيث نحصل على مادة بوليمرية PGPR لها الصيغة العامة:
كما يمكن حسب طريقة التحضير أن تكون الصيغة على الشكل التالي:

## الخصائص
إن مادة بولي غليسيرول بولي ريسينوليات عبارة عن سائل رائق لزج له لون بني فاتح، وهي مادة محبة للدهن لا تمتزج مع الماء أو الكحول الإيثيلي، لكنها تنحل في ثنائي إيثيل الإيثر والمذيبات الهيدروكربونية.

## الاستخدامات
يستخدم بولي غليسيرول بولي ريسينوليات بشكل رئيسي كعامل استحلاب وكمثبّت، وذلك عادةً مع الليسيثين وخاصة في مجال صناعة الشوكولاتة، حيث يقوم بتخفيض اللزوجة عن طريق تخفيف الاحنكاك بين جسيمات الكاكاو والحليب والسكر الداخلة في صناعة الشوكولاتة. تضاف مادة PGPR بنسبة أقل من 1% حسب توصيات الاتحاد الأوروبي EU وإدارة الغذاء والدواء الأمريكية FDA.
تستخدم المادة أيضاً كمستحلب في المواد الغذائية القابلة للدهن وفي توابل السلطة.

## السلامة
إن مادة بولي غليسيرول بولي ريسينوليات لا تشكل خطر على صحة وسلامة الإنسان. كما أظهرت دراسات علم الأنسجة عدم وجود تأثير سلبي للمادة على أنسجة الجسم.